# Jineth Bedoya Lima
Jineth Bedoya Lima (tiếng Ả Rập: هناء البشي sinh năm 1974) là một nhà báo người Colombia bị bắt cóc vào các thời điểm tháng 05 năm 2000 và tháng 08 năm 2003. Năm 2001, cô được trao Giải thưởng Can đảm trong ngành Báo chí của Tổ chức Truyền thông Phụ nữ Quốc tế.

## Tháng 05/200: Bị Bắt cóc
Năm 2000, Bedoya, 26 tuổi, đang làm việc với Ignacio Gómez tại tờ nhật báo El Espectador của Bogota, kể về cuộc chiến chống khủng bố của Colombia. Vào thời điểm bị bắt cóc, cô đang điều tra một chuyên đề về buôn bán vũ khí của cả các quan chức nhà nước và nhóm bán quân sự cực hữu của Lực lượng Tự vệ Hoa Kỳ (AUC). Vào ngày 25 tháng 05, cô đến thăm nhà tù La Modelo ở Bogota, nơi cô đã được hứa hẹn một cuộc phỏng vấn với một nhà lãnh đạo bán quân sự được gọi là "Baker". Nghi ngờ một cái bẫy có thể xảy ra, cô ấy đã mang theo một biên tập viên và nhiếp ảnh gia từ nhân viên của El Espectador, nhưng khi cặp đôi bị tách khỏi cô ấy một lúc trong khi chờ giải phóng mặt bằng để vào tù, cô ấy đã bị bắt cóc.
Bedoya bị ba người đàn ông bắt giữ, đánh thuốc mê và buộc vào xe. Những kẻ tấn công cô đã chở cô đến một địa điểm cách đó vài giờ, nơi họ tra tấn và cưỡng hiếp cô. Theo Bedoya, những người đàn ông tự nhận mình đang làm việc cho nhà lãnh đạo bán quân sự Carlos Castaño. Những kẻ bắt cóc cho rằng rằng Bedoya gây "chú ý" khi chúng cưỡng hiếp cô, họ nói với cô: "Chúng tôi đang gửi tin nhắn cho báo chí ở Colombia."  Họ cũng đe dọa đồng nghiệp của cô, nói rằng họ "dự định cắt Gómez thành những mảnh nhỏ"; Gómez sẽ chạy trốn khỏi đất nước sáu ngày sau vụ tấn công. Bedoya bị trói trong đống rác gần đường và khi cô bò ra ngoài, cô bị một tài xế taxi phát hiện.
Vụ kiện (của cô sau khi thoát khỏi cuộc bắt cóc) đã bị đình trệ trong hơn một thập kỷ với văn phòng Tổng chưởng lý Colombia trước khi Bedoya kháng cáo lên Ủy ban Nhân quyền Liên Mỹ. Vào tháng 05 năm 2011, một người lính bán quân sự đã bị bắt và thú nhận là một trong ba kẻ đã tấn công và bắt cóc Bedoya.

## Tháng 8/2003: bắt cóc lần hai
Năm 2001, Bedoya được El Tiempo thuê và được giao trách nhiệm bảo hiểm thực thi pháp luật, bao gồm báo cáo về các nhóm bán quân sự. Đầu tháng 08 năm 2003, cô đến thị trấn Puerto Alvira để báo cáo về việc nó đã bị Lực lượng Vũ trang Cách mạng Colombia (FARC) chiếm giữ trong hơn một năm, buộc 1.100 cư dân của khu vực giao tranh phải sản xuất cocaine toàn thời gian. Sau báo cáo này, Thủ lĩnh của đội du kích FARC đã ra lệnh bắt cóc Bedoya và nhiếp ảnh gia của cô ngay lập tức khi họ đến, tước bỏ máy ảnh và quần áo của họ. Mặc dù lãnh đạo FARC đã ra lệnh rằng không được nói chuyện hoặc cho ăn hai người này, nhưng phụ nữ của thị trấn vẫn tiếp tục mang đến cho họ thức ăn. Người dân thị trấn đã cố gắng không thành công để báo cho Hội Chữ thập đỏ về vụ bắt cóc của một cặp vợ chồng, và một linh mục địa phương cảnh báo họ rằng du kích đang lên kế hoạch đưa họ vào rừng và giết chết họ. Sau khi người dân thị trấn báo cho chỉ huy FARC khu vực về tình hình, tuy nhiên, các nhà báo đã nhanh chóng được giải thoát. Chỉ huy đề nghị bồi hoàn cho họ thời gian và thiết bị đã mất, nhưng Bedoya và nhiếp ảnh gia đã từ chối. Khi trở về, Bedoya đã viết một bài điều tra về điều kiện sống trong lãnh thổ do FARC kiểm soát, và biết ơn những người dân  trong thị trấn đã giúp đỡ cô.

## Công việc sau này
Vào tháng 11 năm 2010, Bedoya đã phát hành cuốn sách Vida y muerte del Mono Jojoy về Víctor Julio Suárez Rojas, còn được gọi là "Mono Jojoy", một thủ lĩnh FARC gần đây đã bị giết. Cuốn sách cáo buộc rằng Mono Jojoy đã ra lệnh ám sát đối với nhà báo Đài phát thanh Caracol Néstor Morales. Đáp lại, hãng thông tấn liên kết FARC Noticias Nueva Colombia đã đăng một tiêu đề trên trang web của mình cáo buộc cô là một điệp viên quân sự, khiến Tổ chức Tự do Báo chí và Nhà báo Canada có trụ sở tại Colombia đưa ra những tuyên bố về sự an toàn của cô.
Kể từ tháng 11 năm 2011, Bedoya tiếp tục làm nhà báo cho El Tiempo. Để đảm bảo an ninh, chính phủ Colombia đã giao cho ba vệ sĩ để bảo vệ cô cũng như một chiếc xe chống đạn.

## Giải thưởng và giấy chứng nhận
Năm 2000, Bedoya đã được trao giải thưởng Tự do báo chí quốc tế của CJFE, được tài trợ bởi các nhà báo Canada vì sự thể hiện tự do ngòi bút. Năm 2001, Bedoya đã được trao Giải thưởng Can đảm trong ngành Báo chí của Tổ chức Truyền thông Phụ nữ Quốc tế. Giải thưởng là "tin tức lớn" ở Colombia, nâng cao hồ sơ của Bedoya và dẫn dắt El Tiempo thuê cô ấy khỏi El Espectador. Sau đó, cô mô tả giải thưởng là "một trong những điều khiến tôi tiếp tục" sau cuộc tấn công đầu tiên.
Năm 2012, Bedoya được trao giải thưởng Phụ nữ can đảm quốc tế.
Vào tháng 10 năm 2016, cô đã được thông báo rằng RAW trong WAR đã trao giải thưởng Anna Politkovskaya hàng năm cho Bedoya. Cô đã nhận được giải thưởng tại London vào ngày 11 tháng 03 năm 2017, tại một buổi lễ trong sự kiện Lễ hội Phụ nữ Thế giới tại Trung tâm Southbank.